# William Halsted
Pour les articles homonymes, voir Halsted.
William Stewart Halsted est un chirurgien américain, né en 1852 et mort en 1922, surtout connu comme l'un des pionniers de l’asepsie et de l'anesthésie chirurgicales et pour avoir mis au point plusieurs procédés opératoires, parmi lesquels la mastectomie radicale appliquée au cancer du sein. Avec William Osler, Howard Kelly et William Welch, Halsted fut un des « Big Four », un des « quatre grands » médecins fondateurs de l'hôpital Johns-Hopkins.

## Premières années et formation

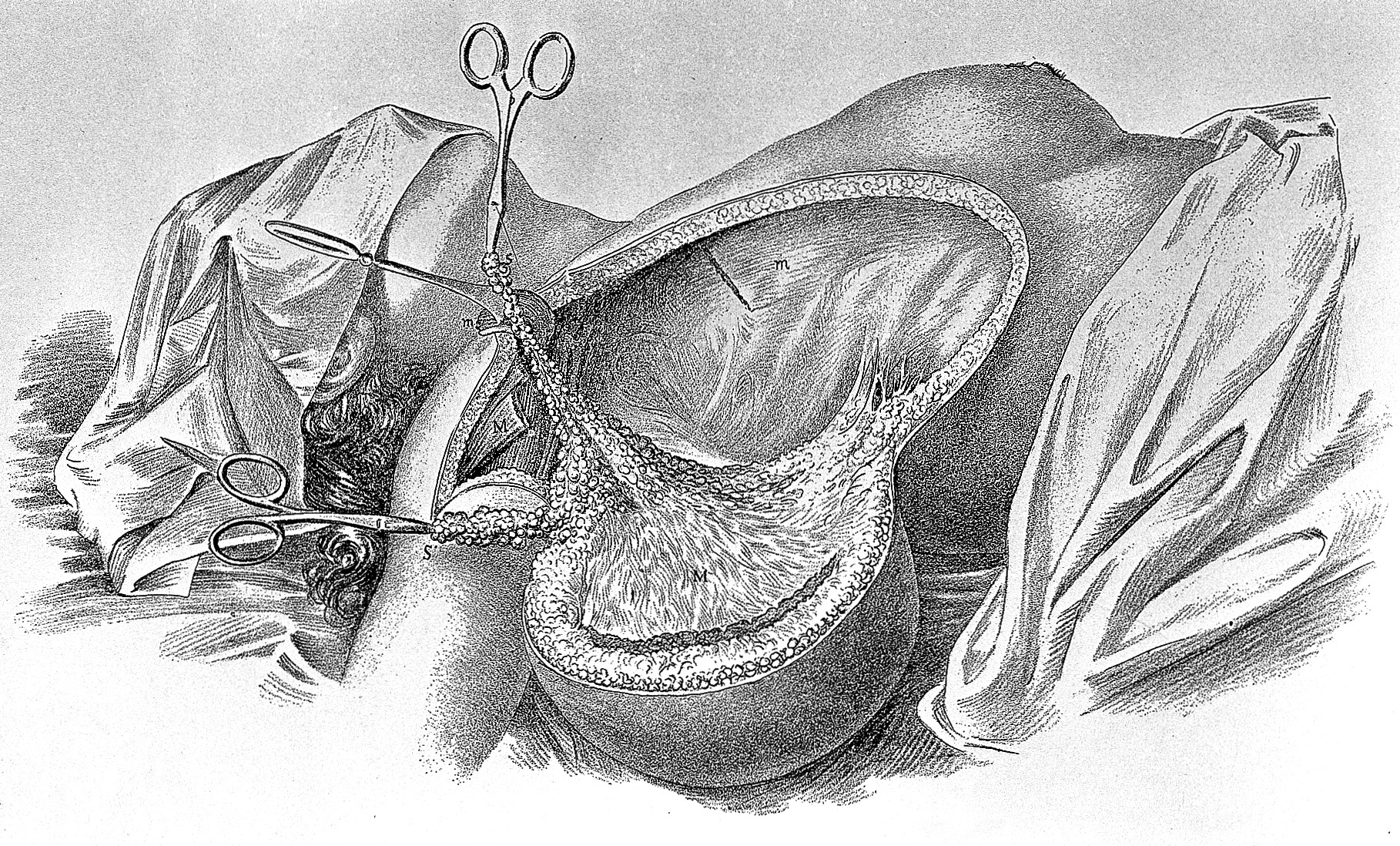
Mastectomie radicale

William Stewart Halsted est né à New York, le 23 septembre 1852, de William Mills Halsted, Jr. et de Mary Louisa, née Haines. Jusqu'à l'âge de dix ans, il reçoit l'enseignement de précepteurs à domicile. Ses parents l'envoient ensuite en pension à Monson, dans le Massachusetts. Il s'y déplaît au point de fuguer et on l'inscrit alors à l'académie Phillips, à Andover. Il obtient son diplôme en 1869 et entre l'année suivante au collège de Yale, où il devient capitaine de l'équipe de football, tout en se distinguant au baseball et à l'aviron. Diplômé en 1874, il s'inscrit à la faculté de médecine et de chirurgie (en) de l'université Columbia et il obtient son diplôme de médecine en 1877.

## Carrière

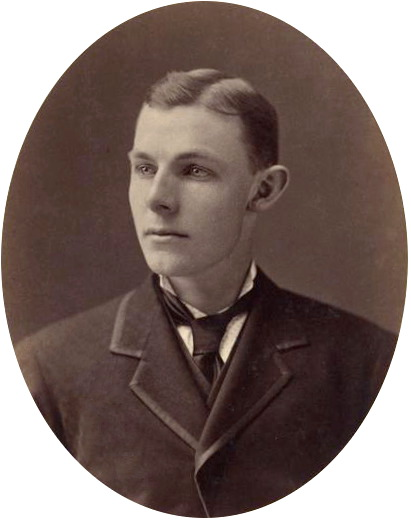
William Halsted, à Yale, en 1874
photographie de G. K. Warren.

Muni de son diplôme, Halsted entre comme médecin stagiaire (house physician) à l'hôpital presbytérien de New York. Il y introduit l'usage de la feuille de suivi où sont relevés la température, le pouls et le rythme respiratoire du patient. C'est à l'hôpital de New York qu'il rencontre William Welch, avec lequel il se liera d'une étroite amitié.
Il part alors pour l'Europe où il poursuit son apprentissage dans les universités de Vienne, Leipzig et Wurzbourg, auprès de chirurgiens et de savants aussi renommés qu'Edoardo Bassini, Ernst von Bergmann, Theodor Billroth, Heinrich Braun, Hans Chiari (en), Friedrich von Esmarch (de), Albert von Kölliker, Jan Mikulicz-Radecki, Max Schede (de), Adolph Stöhr (de), Richard von Volkmann, Anton Wölfler ou Emil Zuckerkandl. Il s'inspire de leur pratique de se laver les mains avant les opérations, d'utiliser des antiseptiques pour aseptiser la peau des patients ainsi que de placer beaucoup de pinces hémostatiques sur les vaisseaux afin qu'ils ne saignent pas, ce qui provoque moins de décès : il importe alors ces usages aux États-Unis, qui se généralisent peu à peu dans le milieu chirurgical.
Il revient à New York en 1880, et pendant les six années qui suivent, il mène une existence extraordinairement vigoureuse et énergique. Il opère dans plusieurs hôpitaux : Roosevelt, La Charité, Bellevue, Chambers Street, Verplanck, le collège de médecine et de chirurgie. Halsted est un professeur extrêmement populaire, inspirateur et charismatique. En 1882, il réussit une des premières opérations de la vésicule biliaire aux États-Unis : une cholécystectomie pratiquée sur sa propre mère, sur une table de cuisine à deux heures du matin. Il effectue aussi une des premières transfusions sanguines pratiquées aux États-Unis. Appelé pour visiter sa sœur qui vient d'accoucher, il la trouve en état de choc hémorragique, et décide de récupérer son propre sang et le transfuser à sa sœur, qu'il opère et dont il sauve ainsi la vie.
En 1884, Halsted lit un rapport de Carl Koller sur l'action anesthésiante de la cocaïne instillée dans l’œil. Il comprend l'importance du phénomène. Avec ses étudiants et des collègues médecins, il expérimente la cocaïne selon la méthode apprise en Europe et finit par démontrer que, en injection, cette substance produit un effet anesthésique efficace et sûr. Trois de ses collègues deviennent dépendants et en mourront. Halsted devient lui aussi dépendant à la cocaïne, et il suit une cure au sanatorium Butler à Providence, dans Rhode Island. Là, on croit l'aider à se sevrer de la cocaïne en lui administrant de la morphine. Le remède se révèle pire que le mal : Halsted devient dépendant des deux drogues. Il continuera cependant d'exercer et il poursuivra une carrière remarquable.

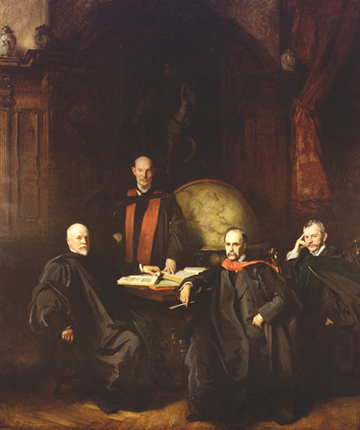
« The Big Four »
Osler - Halsted
Welch - Kelly

À sa sortie de Butler en 1886, William Welch, son ami et professeur de pathologie, lui offre un poste à l'hôpital Johns-Hopkins sur le point d'ouvrir. Il devient ensuite le premier chef de service de chirurgie de Johns-Hopkins à son ouverture en mai 1889, puis est nommé chirurgien en chef en 1890. Il obtient le titre de professeur de chirurgie en 1892, quand s'ouvre la faculté de médecine (en), où il inaugure le système d'internat et de clinicat. La formation, telle qu'instituée par Halsted à la suite de son expérience avec le système allemand, commence par un internat de durée variable, se poursuit par six années de clinicat et s'achève par deux ans de pratique opératoire. Le premier interne de Halsted, Frederick J. Brockway, commence en mai 1889, mais il abandonne dès octobre 1890 pour enseigner l'anatomie. Halsted aura pour interne de nombreux chirurgiens, tels que Harvey Cushing, Walter Dandy ou Hugh H. Young, pionniers en neurochirurgie et en urologie.
Halsted est également connu pour de nombreux autres apports, tant en médecine qu'en chirurgie. Il formule les « principes de Halsted », principes chirurgicaux modernes concernant le contrôle du saignement, la dissection anatomique, la stérilisation, la suture des plaies, la manipulation des tissus. En 1889, il effectue la première mastectomie radicale dans le traitement du cancer du sein, maladie qui n'avait jusqu'alors aucun traitement. En 1898, il présente à l'Association américaine de chirurgie une série de cent trente-trois patients qui ont bénéficié de cette intervention et dont soixante-seize ont survécu à trois ans. En 1907, il décrit le premier traitement chirurgical de l'hyperparathyroïdie. D'autres de ses apports concernent l'introduction de la chirurgie de la thyroïde, de la vésicule biliaire, des hernies et des anévrismes intestinaux et artériels. Par amour pour son assistante infirmière Caroline Hampton (en), sa future femme, affectée d'un eczéma aux mains dû à l'usage du phénol au bloc opératoire, il invente avec le fabricant de pneumatiques Goodyear Rubber Company les gants chirurgicaux en latex en 1889,.

## Hommage
Henry Mencken considérait Halsted comme le plus grand de tous les praticiens de Johns-Hopkins et, dans son compte rendu de la biographie que William MacCallum (en) venait de consacrer au chirurgien, il a tracé de lui cet élogieux portrait :

« Les contributions de Halsted à la chirurgie ont été nombreuses et diverses. Il a introduit l'usage des anesthésiques locaux et des gants de caoutchouc. Il a inventé un grand nombre de procédés opératoires importants. Mais son influence s'est exercée bien au-delà et elle est difficile à cerner. Il a amélioré les rapports avec le patient. Il a su attirer l'attention de ses collègues sur des réalités que le développement de l'asepsie et de l'antisepsie, apparues dans sa jeunesse, leur rendait étrangères. En effet, tout occupés qu'ils étaient par leur combat contre les germes, les chirurgiens avaient tendance à oublier la personne réelle et sensible du malade sur la table d'opération. Halsted a changé tout cela. Il a fait remarquer que ce n'est pas parce que les tissus se taisent quand on les manipule qu'ils ne souffrent ni ne meurent. Il a étudié le pouvoir de récupération naturelle du corps et montré comment on peut s'en servir pour aider le patient. Il a mis en garde contre les audaces téméraires et enseigné que le chirurgien ne doit au contraire s'avancer qu'avec circonspection. Bien que privé de foi comme la plupart de ses confrères, il a rendu son sens au mot ancien d'Ambroise Paré : « Je le pansay, Dieu le guarit. » Et enfin, quoique n'ayant jamais enseigné dans les formes, Halsted a été un professeur remarquable. Au sortir de sa salle d'opération, les jeunes gens étaient merveilleusement formés, et ils appartiennent aujourd'hui à l'élite de la chirurgie américaine. »

— H. L. Mencken, 1931.

## Éponymie
- Principes de Halsted : règles de pratique chirurgicale touchant essentiellement à l'asepsie, l'hémostase et la manipulation des tissus.
- Opération de Halsted : mastectomie radicale pour cancer du sein.
- Procédé de Halsted : herniorraphie de la hernie inguinale.
- Suture de Halsted : première suture sous-cutanée[10].
- Pince « moustique » (mosquito forceps) de Halsted : pince hémostatique, courbe et très fine.

### Publications
- 1885 : « Comments on the Use and Abuse of Cocaine », dans The New York Medical Journal, vol. 42, p. 294-295.
- 1887 : « Circular Suture of the Intestine : An Experimental Study », dans The American Journal of the Medical Sciences, vol. 88, octobre, p. 436-460 (DOI 10.1097/00000441-188710000-00010).
- 1889 : « The Radical Cure of Hernia », dans The Johns Hopkins Hospital Bulletin, vol. 1, p. 12-13.
- 1891 : « The Treatment of Wounds with Especial Reference to the Value of the Blood Clot in the Management of Dead Spaces », dans The Johns Hopkins Hospital Reports, vol. 2, p. 255-314 [Première mention de l'usage de gants de caoutchouc en salle d'opération.]
- 1892 : « Ligation of the First Portion of the Left Subclavian Artery and Excision of a Subclavio-axillary Aneurism », dans The Johns Hopkins Hospital Bulletin, vol. 3, p. 93-94.
- 1894 : « The Results of Operations for the Cure of Cancer of the Breast Performed at the Johns Hopkins Hospital from June, 1889, to January, 1894 », dans The Johns Hopkins Hospital Reports, vol. 4, p. 297.
- 1899 : « The Contribution to the Surgery of the Bile Passages, Especially of the Common Bile-duct », dans The Boston Medical and Surgical Journal, vol. 141, p. 645-646.
- 1909 : « Auto- and Isotransplantation, in Dogs, of the Parathyroid Glandules », dans J. Exp. Med., vol. 11, no 1, 9 janvier, p. 175-199.
- 1924 : Surgical Papers, Walter C. Burjet (éd.), 2 vol. , Baltimore, The Johns Hopkins University Press.

### Sur William Halsted
- (en) Charles S. Bryan (en), « Caring Carefully : Sir William Osler on the Issue of Competence vs Compassion in Medicine », Baylor University Medical Center Proceedings, vol. 12, no 4,‎ 1999, p. 277-284.
- (en) Fielding H. Garrison, « Halsted », The American Mercury, vol. 7, no 28,‎ avril 1926, p. 396-401.
- (en) Gerald Imber (en), Genius on the Edge : The Bizarre Double Life of Dr. William Stewart Halsted[11], New York, Kaplan Publishing, 2010 (ISBN 978-1-60714-627-8, OCLC 430842094).
- (en) William George MacCallum (en) (préf. William Henry Welch), Stewart Halsted, Surgeon, Baltimore, The Johns Hopkins Press, 1930 (réimpr. Kessinger Publishing, 2007) (lire en ligne).
- (en) William George MacCallum, Biographical Memoir of William Stewart Halsted (1852-1922), National Academy of Sciences of the United States of America, coll. « Biographical Memoirs » (no 17, 7e mémoire), 1935 (lire en ligne).
- (en) Sherwin B. Nuland (en), Doctors : The Biography of Medicine, New York, Knopf, 1988 (ISBN 0-394-55130-3).
- (en) John Cameron, « William Stewart Halsted : Our Surgical Heritage », Annals of Surgery, vol. 225, no 5,‎ 1997, p. 445-458 (DOI 10.1097/00000658-199705000-00002).
- (en) Irving J. Sherman, Ryan M. Kretzer et Rafael J. Tamargo, « Personal Recollections of Walter E. Dandy and His Brain Team », Journal of Neurosurgery, vol. 105, no 3,‎ septembre 2006, p. 487 (DOI 10.3171/jns.2006.105.3.487).

## Source
- (en) Cet article est partiellement ou en totalité issu de l’article de Wikipédia en anglais intitulé « William Stewart Halsted » (voir la liste des auteurs).